# Teardrops on My Guitar
»Teardrops on My Guitar« je drugi singl country-pop glasbenice Taylor Swift. To delo je iz njenega glasbenega albuma, Taylor Swift, ki je sledil njenemu prvemu singlu »Tim McGraw«. Pesem govori o dekletu, ki je skrivaj zaljubljena v fanta, imenovanega Drew, vendar je Drew sploh ne opazi, saj je zaljubljen v dekle po imenu Candice. Govori o lomljenu src, saj se bori za naklonjenost nekoga, ki ji je sicer blizu, vendar ne dovolj. Taylor Swift sama pravi, da govori o nasprotujočih si čustvih o tem, kako nekoga ljubi in si želi, da bi jo imel tudi on rad, vendar si želi tudi, da bi bil srečen. V videu za scenami Taylor Swift razkrije, da pesem govori o njenem sošolcu.
V Veliki Britaniji je pesem v juniju 2009 izšla kot drugi singl iz njenega drugega glasbenega albuma, Fearless.

## Ostale verzije
| Verzije                                     |
| ------------------------------------------- |
| Originalna verzija                          |
| Radijska verzija                            |
| Pop verzija                                 |
| Akustična verzija (izšla na Beautiful Eyes) |
| Mednarodna verzija iz albuma                |
| Universal Music Group YouTube               |
| Remix Cahill Club                           |
| Radijska verzija Cahill                     |

## Videospot
Videospot za pesem »Teardrops on My Guitar« je režiral Trey Fanjoy. Sneman je bil v šoli Hume-Fogg High School v Nashvilleu, Tennessee. V videospotu se Taylor Swift zaljubi v svojega prijatelja Drewa (zaigral ga je Tyler Hilton), vendar je on zaljubljen v nekoga drugega. Videospot se začne s Taylor in Drewom ob njunih omaricah, kjer ji začne on pripovedovati o dekletu, ki ga je spoznal, nato pa odide stran. Kasneje pokaže par v knjižnici, kjer jima knjižničar reče, naj bosta tiho. V naslednji sceni se Taylor Swift udeleži pouka kemije. Drew jo preseneti, zaradi česar povzroči nered in v čašo doda preveč prahu, zaradi česar slednja eksplodira. Nato v videospotu Taylor Swift hodi po hodniku in opati Drewa, ki ji hodi naproti. Vendar je slednji ne opazi in se ustavi šele pri svojem dekletu, s katero se poljubita. Ko Taylor Swift to vidi, se ji zlomi srce. Nekaj časa ju še opazuje, nato pa odide stran. Čez videospot v nekaterih scenah Taylor Swift nosi zeleno obleko v kateri se pojavi v spalnice, ko leži na postelji s kitaro, nato pa se postavi zraven kamina. Pop remix pesmi na videospotu je predvajal VH1; kasneje so večkrat predvajali tudi originalno verzijo pesmi. Videospot je prejel nominacijo za »najboljšega novega ustvarjalca« na podelitvi nagrad MTV Video Music Awards leta 2008, vendar je nagrado nazadnje dobila pesem »Ready, Set, Go!« glasbene skupine Tokio Hotel.

## Dosežki na lestvicah
Pesem je pristala na triindevetdesetem mestu lestvice Billboard Hot 100 24. marca 2007. Pesem je nazadnje pristala na devetem mestu, zaradi česar postala prva pesem Taylor Swift, ki je pristala med prvimi dvajsetimi pesmimi na lestvici.
Remix pesmi ima odstranjen banjo in ima kitico »Smejem se, ker je tako prekleto smešno« (»I laugh 'cause it's so damn funny«) nadomeščeno s kitico »Smejem se, ker je enostavno tako smešno« (»I laugh 'cause it's just so funny«) in izšel na radijih Top 40 in Adult Contemporary v oktobru 2007 ter se začel uvrščati na lestvice. Kasneje se je uvrstil na enajsto mesto lestvice Pop 100, nato pa še na štiriinštirideseto mesto lestvice Hot 100.

## Dosežki
| Lestvica (2007-2008)                         | Dosežki |
| -------------------------------------------- | ------- |
| U.S. Billboard Hot Country Songs             | 2       |
| U.S. Billboard Hot 100                       | 13      |
| U.S. Billboard Pop 100                       | 11      |
| U.S. Billboard Hot Adult Contemporary Tracks | 5       |
| U.S. Billboard Hot Adult Top 40 Tracks       | 5       |
| U.S. Billboard Top Hot 100 Hits of 2007      | 89      |
| U.S. Billboard Top Hot 100 Hits of 2008      | 48      |
| Canadian Radio & Records Country Singles     | 6       |
| Canadian Hot 100                             | 45      |
| Canadian Radio & Records Adult Contemporary  | 21      |
| Lestvica (2009)                              | Dosežki |
| UK Singles Chart                             | 51      |